# Coralls
|  | Per a altres significats, vegeu «Corall (color)». |

Cicle de vida del corall

Els coralls (o corals) són invertebrats marins que pertanyen a la classe dels antozous de l'embrancament dels cnidaris. Normalment formen colònies compactes de molts pòlips individuals idèntics. Les espècies de corall inclouen els importants constructors d'esculls que habiten els oceans tropicals i segreguen carbonat de calci per formar un esquelet dur.
Un "grup" de corall és una colònia de molts pòlips genèticament idèntics. Cada pòlip és un animal semblant a un sac, normalment de només uns pocs mil·límetres de diàmetre i uns quants centímetres d'alçada. Un conjunt de tentacles envolten una obertura que és la boca central. Cada pòlip excreta un exoesquelet a prop de la base. Al llarg de moltes generacions, la colònia crea així un esquelet característic de l'espècie que pot mesurar fins a diversos metres de mida. Les colònies individuals creixen per reproducció asexual de pòlips. Els corals també es reprodueixen sexualment per posta, quan els pòlips de la mateixa espècie alliberen gàmetes simultàniament durant la nit, sovint quan hi ha lluna plena. Els ous fecundats formen plànules, una forma primerenca mòbil del pòlip de corall que, quan és madur, s'instal·la per formar una nova colònia.
Tot i que alguns coralls són capaços d'atrapar plàncton i peixos petits mitjançant cèl·lules urticants als seus tentacles, la majoria de coralls obtenen la major part de la seva energia i nutrients dels dinoflagel·lats unicel·lulars fotosintètics del gènere Symbiodinium que viuen dins dels seus teixits. És el que es coneix comunament com a zooxantel·les. Aquests coralls requereixen llum solar i creixen en aigües clares i poc profundes, normalment a profunditats inferiors a 60 metres, però s'han trobat coralls del gènere Leptoseris de fins a 172 metres. Els corals són els principals contribuents a l'estructura física dels esculls de corall que es desenvolupen en aigües tropicals i subtropicals, com la Gran Barrera de Corall davant de la costa d'Austràlia. Aquests coralls cada vegada pateixen més el risc de blanqueig, una decoloració produïda per l'expulsió de les zooxantel·les per part dels pòlips, en resposta a l'estrès provocada per la temperatura elevada de l'aigua o les toxines.
Altres corals no depenen de les zooxantel·les i poden viure globalment en aigües molt més profundes, com el gènere d'aigua freda Lophelia, que pot sobreviure fins a 3.300 metres. Alguns s'han trobat tant al nord com els Darwin Mounds, al nord-oest de Cape Wrath, Escòcia, i altres a la costa de l'estat de Washington i les illes Aleutianes.

## Taxonomia
La classificació dels corals s'ha discutit des de fa mil·lennis, a causa de les similituds tant amb les plantes com amb els animals. L'alumne d'Aristòtil Teofrast va descriure el corall vermell, korallion, al seu llibre sobre pedres, donant a entendre que era un mineral, però el va descriure com una planta d'aigües profundes a les seves Investigacions sobre plantes, on també esmenta grans plantes pedregoses que revelen flors brillants quan estan sota l'aigua al Golf dels Herois de la Mar Roja. Plini el Vell va afirmar amb valentia que diverses criatures marines, incloses les ortigues i les esponges, "no són ni animals ni plantes, sinó que tenen una tercera naturalesa (tertia natura)". Petrus Gyllius va copiar Plini, introduint el terme zoophyta per a aquest tercer grup al seu llibre de 1535 On the French and Latin Names of the Fishes of the Marsella Region; popularment però equivocadament es suposa que Aristòtil va crear el terme. Gyllius va assenyalar a més, seguint Aristòtil, com de difícil era definir què era una planta i què era un animal. El Talmud babilònic fa referència al corall entre una llista de tipus d'arbres, i el comentarista francès del segle XI Rashi el descriu com "un tipus d'arbre (מין עץ) que creix sota l'aigua que rep el nom (francès) de 'coral'".
El polímata persa Al-Biruní (d.1048) va classificar les esponges i els coralls com a animals, argumentant que responen al tacte. No obstant això, la gent creia que els coralls eren plantes fins al segle XVIII, quan William Herschel va utilitzar un microscopi per establir que el corall tenia les membranes cel·lulars primes característiques d'un animal
Actualment, els coralls es classifiquen com a espècies d'animals dins de les subclasses Hexacorallia i Octocorallia de la classe Anthozoa al fílum Cnidaria. Hexacorallia inclou els coralls pedregosos i aquests grups tenen pòlips que generalment tenen una simetria de 6 vegades. Octocorallia inclou corals blaus i coralls tous i les espècies d'Octocorallia tenen pòlips amb una simetria vuit vegades, cada pòlip amb vuit tentacles i vuit mesenteris. El grup de coralls és parafilètic perquè les anemones de mar també es troben a la subclasse Hexacorallia.

## Característiques
L'animal conegut com a corall no és més que un petit pòlip de tot just uns mil·límetres de diàmetre. Té la capacitat de fixar sobre els seus teixits el carbonat de calci dissolt en el mar i així formar les estructures esquelètiques rígides característiques d'aquests animals.
El corall i la seva estructura calcària és blanca, els diferents colors que presenten es deuen a unes microalgues que viuen en simbiosi amb els pòlips que reben el nom de zooxantels. Per aquesta raó el corall necessita aigües transparents per a desenvolupar-se, perquè les zooxantels realitzin així la fotosíntesi.
Els coralls són animals carnívors, s'alimenten bàsicament de zooplàncton.

## Reproducció

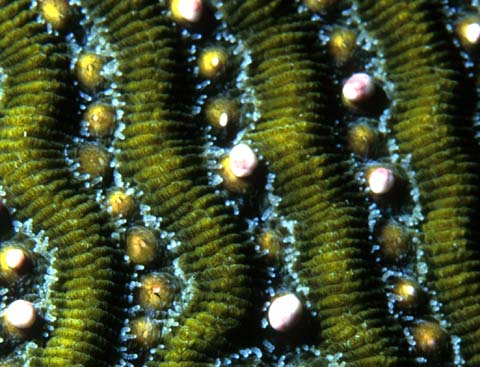
Coral escleractini fregant

Quant a la reproducció, existeixen espècies de reproducció sexual i reproducció asexual, i en moltes espècies on es donen ambdues formes. Les cèl·lules sexuals són expulsades al mar totes alhora, seguint senyals com les fases lunars o les marees. La fecundació sol ser externa; no obstant això, algunes espècies mantenen l'òvul al seu interior (cavitat gastrovascular) i és allà on són fecundats els ous; i les postes són tan nombroses que arriben a tenyir les aigües.
Molts ous són devorats pels peixos i altres espècies marines, però n'hi ha tants que, encara que el percentatge de supervivència oscil·la entre el 18 i el 25%, segons estudis de biologia marina, els supervivents garanteixen la continuïtat de les espècies.
Una vegada a l'exterior, els ous romanen a la deriva arrossegats pels corrents diversos dies. Més tard es forma una larva plànula que, després de deambular per la columna d'aigua marina, s'adhereix al substrat o les roques i comença la seva metamorfosi fins a convertir-se en pòlip i un nou coral.

## Esculls de corall
Els pòlips del corall moren amb el temps, però les estructures calcàries es mantenen i poden ser colonitzades per altres pòlips de corall, que seguiran creant estructures càlciques generació rere generació. Al llarg de milers o de milions d'anys es formen grans estructures calcàries conegudes com a esculls de corall.
A vegades els esculls són tan grans que poden arribar a emergir a la superfície.
Així, quan el corall creix al voltant d'una illa volcànica que posteriorment s'enfonsa, es crea una estructura de corall en forma d'anell amb una llacuna central que rep el nom d'atol.
L'escull de major longitud és la Gran Barrera d'Esculls, a la costa de Queensland d'Austràlia: té més de 2.000 km², i és una de les construccions naturals més grans del món.
Els esculls coral·lins formen la llar de molts organismes marins que hi troben aliment i protecció contra els depredadors.
El segon escull de corall més gran del món, la Barrera d'esculls de Belize (al llarg de la costa de Mèxic, Belize, Guatemala i Hondures), es troba al mar Carib, i s'estén per més de 700 km des de la península de Yucatán fins a les Illes de la Badia a la costa nord d'Hondures. Tot i que fa un terç del que mesura la Gran Barrera d'esculls d'Austràlia, a l'Escull del Carib mesoamericà hi ha una gran diversitat d'organismes, incloent 60 tipus de coralls i més de 500 espècies de peixos.
L'ecosistema també és el lloc de dues grans iniciatives internacionals de conservació, una ja ben establerta i una altra que s'està iniciant.
El 1998, el Fons Mundial per la Natura (WWF per les sigles en anglès) va identificar l'escull del Carib mesoamericà com un ecosistema prioritari i una ecoregió d'importància global, per la qual cosa va començar un esforç de conservació de l'escull a llarg termini.

## Aplicació

### Medicina
En medicina, els compostos químics dels coralls potencialment poden ser utilitzats per al tractament del càncer, malalties neurològiques, inflamacions, incloent artritis, dolor, pèrdua de massa òssia, alta pressió arterial i per a altres propòsits terapèutics. Els esquelets de corall, per exemple, Isididae, s'estudien per al seu possible ús en el futur proper per a la cirurgia de reconstrucció òssia en humans.

### Construcció
Els esculls de corall en llocs com la costa d'Àfrica oriental s'utilitzen com a font de material de construcció. El corall fòssil antic, en particular la formació Coral Rag a les turons al voltant d'Oxford (Anglaterra), es va utilitzar com a pedra de construcció, i es pot veure en alguns dels edificis més antics de la ciutat, incloent la torre saxona de Sant Miquel al Northgate, la torre de Sant Jordi al Castell d'Oxford i les muralles medievals de la ciutat.

### Protecció de la línia de costa
Els esculls de corall saludables absorbeixen un 97 per cent de l'energia de les ones, el que protegeix les línies de costa dels corrents, ones i tempestes, ajudant a prevenir la pèrdua de vides humanes i danys materials. Les línies de costa protegides per esculls de corall també són més resistents a l'erosió que aquelles que no estan protegides.

### Joiers
La gran varietat de colors dels coralls els fa atractius per a collarets i altres ornaments. El corall vermell brillant és valorat com una pedra preciosa. De vegades anomenat corall de foc, no és el mateix que el corall de foc. El corall vermell és molt rar a causa de la recol·lecció excessiva. En general, no és aconsellable regalar coralls com a presents, ja que estan en declivi a causa de factors d'estrès, com el canvi climàtic, la contaminació ambiental i la pesca excessiva.

## Alguns gèneres anomenats corall
- Acropora  spp.
- Antipathes  spp. - Corall negre
- Corallium rubrum  - Corall vermell
- Symphyllia  spp. - Corall cervell
- Fungi  spp. - Corall fong
- Millepora  spp. - Corall de foc

## Galeria d'imatges

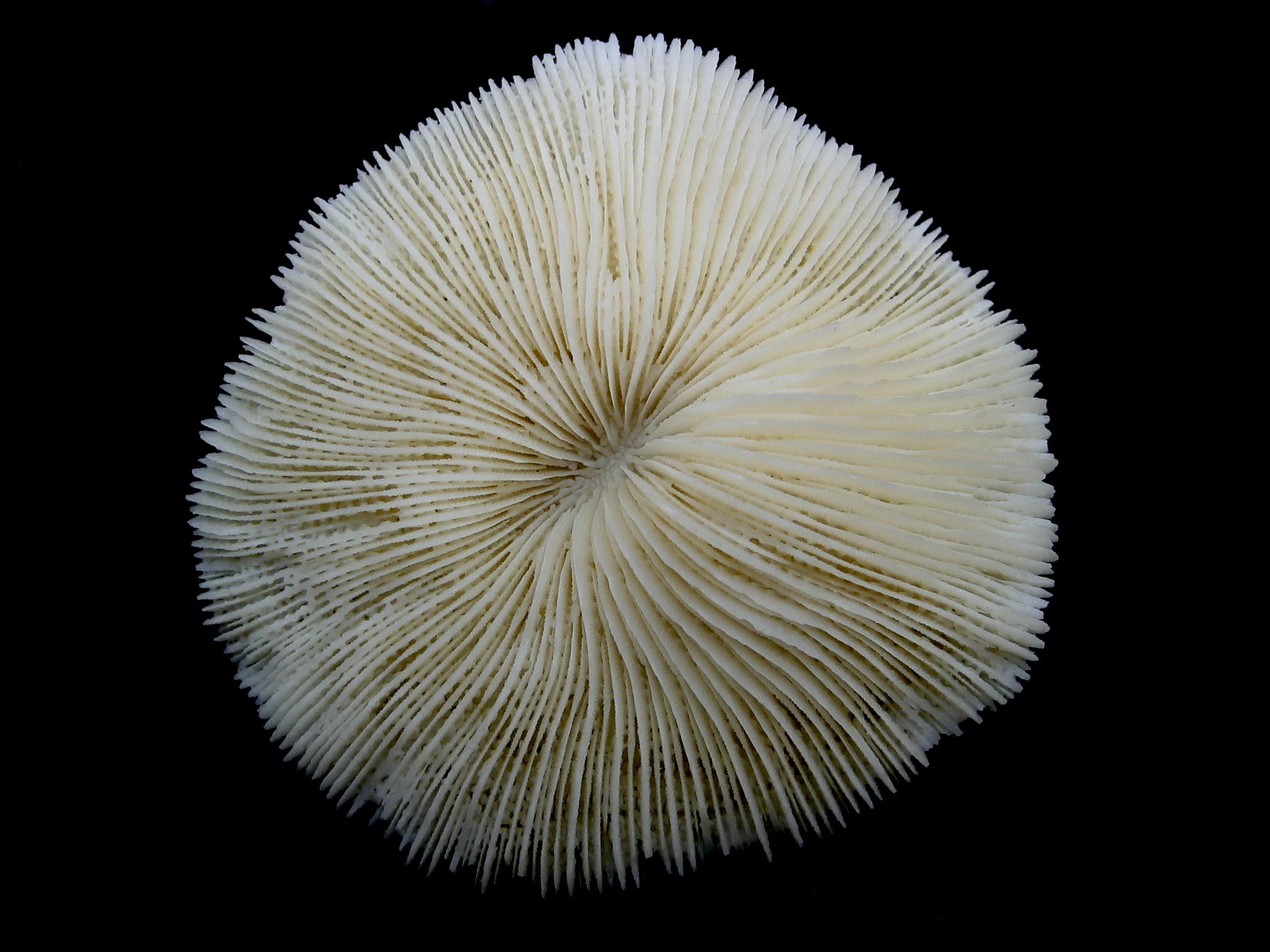
Fungia sp. esquelet
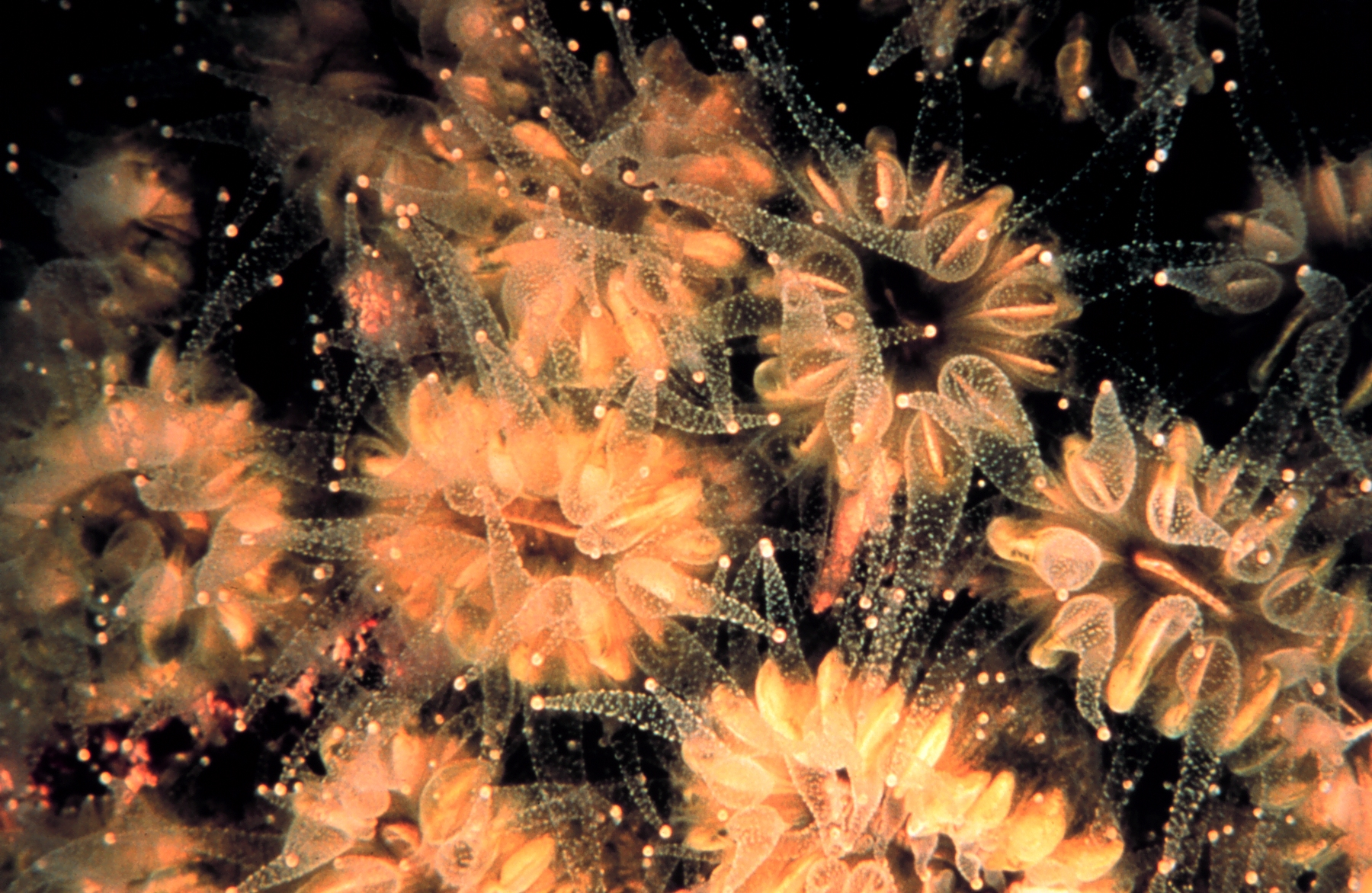
Pòlips d'Eusmilia fastigiata
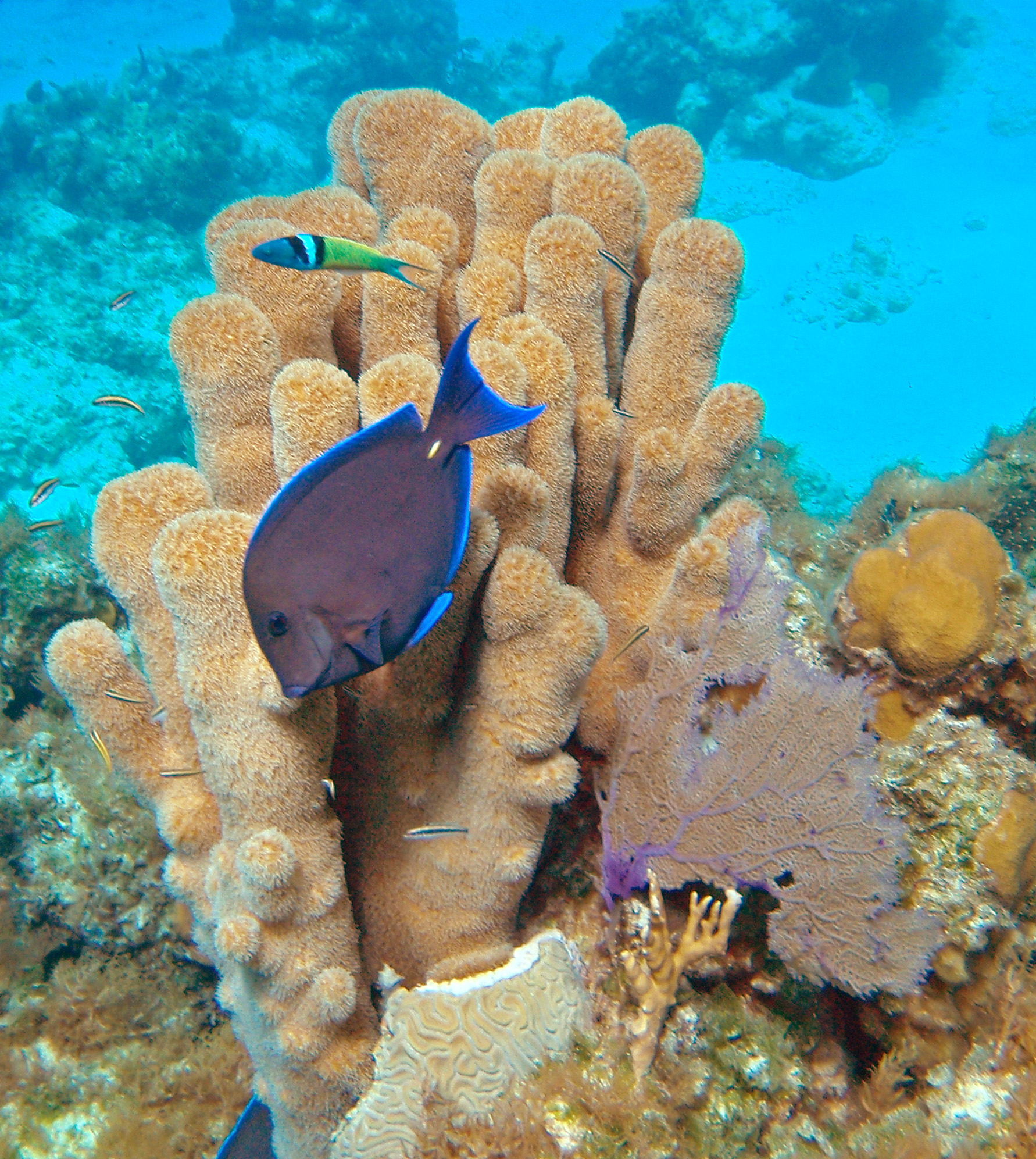
Corall pilar, Dendrogyra cylindricus
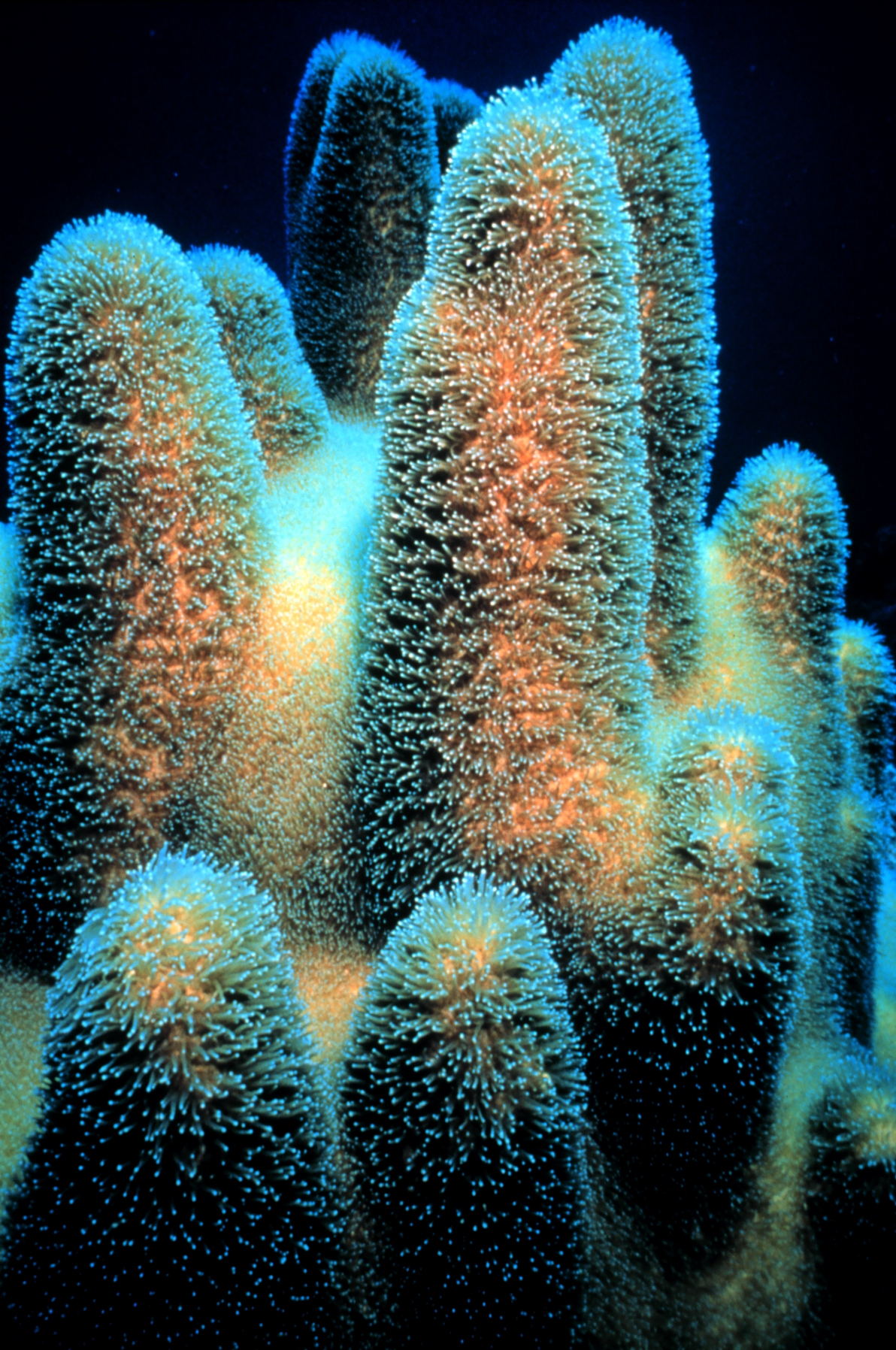
Corall en forma de pilar
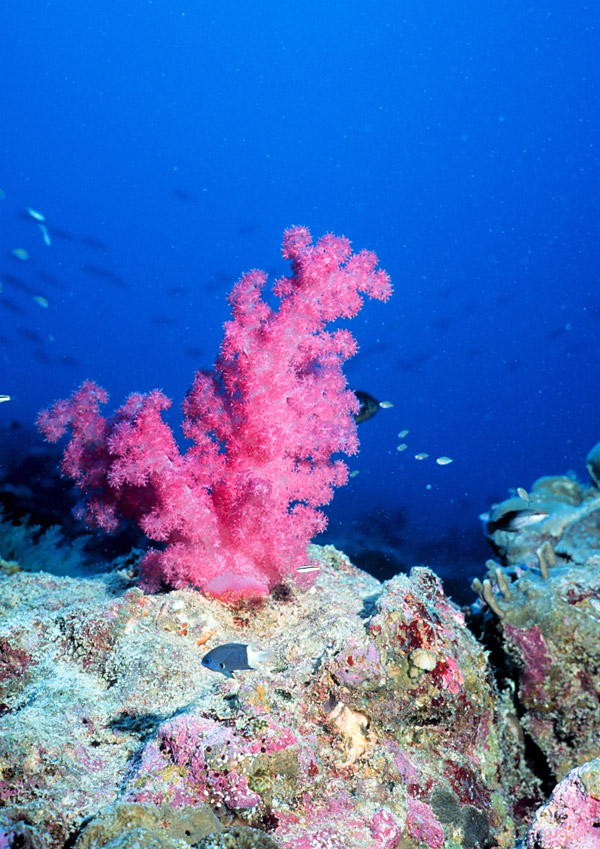
Escull coral·lí
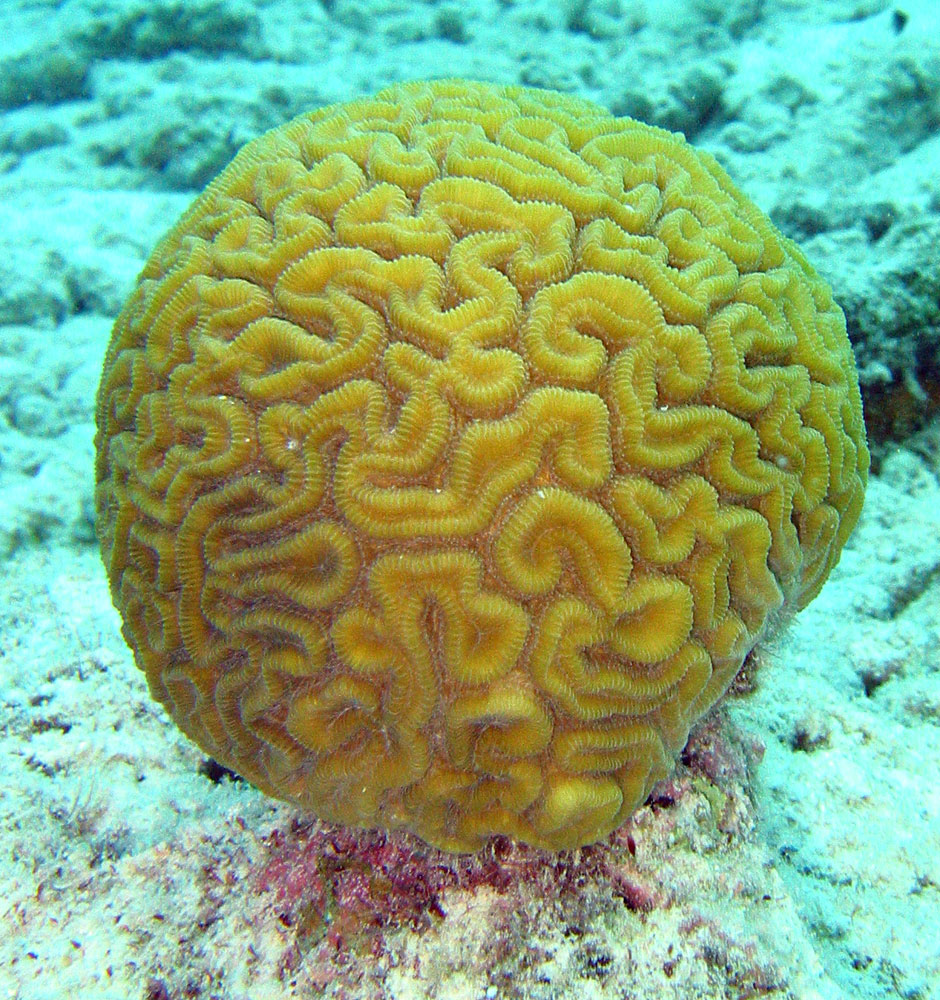
Corall cervell (Diploria labyrinthiformis)